# Acanthogammaridae
Acanthogammaridae (лат.) — семейство ракообразных из отряда бокоплавов (Gammaroidea, Gammarida). Пресноводные эндемики озера Байкал (Восточная Сибирь).

## Описание
Тело латерально сжатое или субцилиндрическое. Глаза хорошо развиты или отсутствуют, если есть, то круглые или яйцевидные. Антенна 1 длиннее антенны 2; стебельчатый членик 1 длиннее членика 2; членик 2 равен или длиннее членика 3; членик 3 короче членика 1; стебельчатые членики 1—2 неколенчатые; вспомогательный жгутик короткий. Кальцеоли антенн 1—2 отсутствуют.

## Классификация
Включает более 30 родов и около 120 видов.
Acanthogammarinae Garjajeff, 1901
- Acanthogammarus Stebbing, 1899
- Boeckaxelia Schellenberg, 1940
- Brachyuropus Stebbing, 1899
- Brandtia Bate, 1862
- Carinurus Sowinsky, 1915[5]
- Cheirogammarus Sowinsky, 1915[5]
- Coniurus Sowinsky, 1915
- Cornugammarus Kamaltynov, 2001[6]
- Dedyuola Kamaltynov, 2001
- Diplacanthus Kamaltynov, 2001
- Dorogammarus Bazikalova, 1945[7]
- Dorogostaiskia Kamaltynov, 2001
- Eucarinogammarus Sowinsky, 1915[5]
- Issykogammarus Chevreux, 1908
- Metapallasea Bazikalova, 1959[8]
- Oxyacanthus Kamaltynov, 2001

Carinogammarinae Tachteew, 2000
- Aspretus Kamaltynov, 2001
- Asprogammarus Bazikalova, 1975[10]
- Carinogammarus Stebbing, 1899
- Echiuropus Sowinsky, 1915[5]
- Eremogammarus Kamaltynov, 2001
- Pseudomicruropus Bazikalova, 1961
- Smaragdogammarus Bazikalova, 1975

Hyalellopsinae Kamaltynov, 1999
- Gammarosphaera Bazikalova, 1936[12]
- Hyalellopsis Stebbing, 1899

Parapallaseinae Kamaltynov, 1999
- Ceratogammarus Sowinsky, 1915[5]
- Palicarcinus Barnard & Barnard, 1983
- Parapallasea Stebbing, 1899

Plesiogammarinae Kamaltynov, 1999
- Garjajewia Sowinsky, 1915[5]
- Koshovia Bazikalova, 1975
- Paragarjajewia Bazikalova, 1945[7]
- Plesiogammarus Stebbing, 1899
- Sentogammarus Kamaltynov, 2001
- Supernogammarus Kamaltynov, 2001

Poekilogammarinae Kamaltynov, 1999
- Bathygammarus Bazikalova, 1945[7]
- Gymnogammarus Sowinsky, 1915[5]
- Inobsequentus Takhteev, 2000[9]
- Nyctoporea Kamaltynov, 2001
- Onychogammarus Sowinsky, 1915[5]
- Poekilogammarus Stebbing, 1899
- Rostrogammarus Bazikalova, 1945[7]